# Лемківщина
49°34′00″ пн. ш. 20°59′00″ сх. д. / 49.5667° пн. ш. 20.9833° сх. д.
Ле́мківщина, також Лемкови́на (лем. Лемковина, пол. Łemkowszczyzna) — українська етнічна територія, на якій здавна проживала етнографічна група українців — лемки. Розташована в Карпатах (по обох схилах Бескидів) між річками Сяном і Дунайцем (у межах сучасної Польщі) та на північний захід від річки Уж (у Закарпатті) до річки Попрад у Словаччині. Загальна площа етнічної території Лемківщини — близько 8 800 км²: в складі Польщі — бл. 4 310 км²; бл. 1 000 км² у складі Закарпатської області України; і бл. 3 500 км² у складі Словаччини (див. Пряшівщина). Польська Лемківщина разом з Надсянням є частинами історичного регіону Перемищина.

## Географія

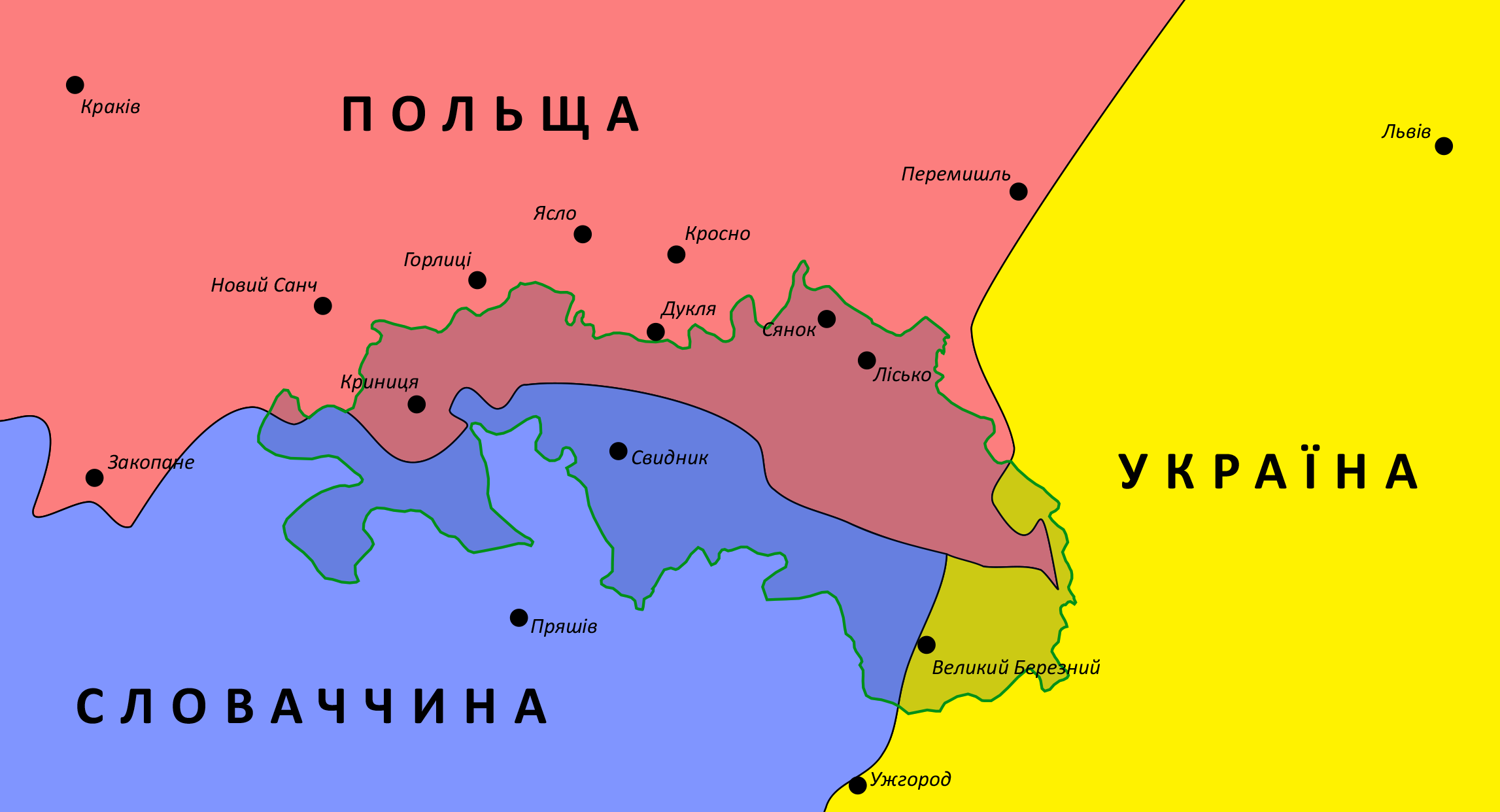
Карта Лемківщини з сучасними державними кордонами та головними містами

Північна Лемківщина розтяглася вздовж Карпатських гір з півночі за річкою Дунаєць, на заході від річки Щавниця, та на сході по річку Сян. Цей край північного сточища Карпат перетинають річки: Попрад, Камениця, Біла, Ропа, Вислока, Ясьолка, Віслок та Ослава. Повздовж тих річок існували побудовані муровані гостинні двори, що з півночі провадять у Карпати і перетинають їх у місцевостях до Південної Лемковини: Тилич, Конечна, Граб, Барвінок, Черемха та Лупків.
У глибоких ярах, котловинах та річних долинах існували побудовані досить бідні руські дерев'яні села, що були примітивно загосподаровані.
Престольним містом Лемківщини є Сянік.
Розташовані на Лемківщині також перворядні купелеві заведеня з високолікувальними водами та боровиною. До таких належить: Жегестів, Мушина, Криниця, Тилич, Висова, Вапенне, Івоніч, Риманів. Повздовж Підкарпаття є багато покладів нафти.
Рівнобіжно до описаної Північної Лемківщини, що належить до Польщі, тягнеться на південних стоках Карпат друга, Південна частина Лемківщини, що належить до Словаччини.

## Історія
Деякі вчені, як Павел Йозеф Шафарик (у Slov. Staroz.), Ніколай Барсов (Географія Начальной Літописи), Тадеуш Войцеховські (Chrobacja 1873) вказують, що на просторі по обох схилах Карпат, між джерелами річок Дністра, Сяну, Білої, Висли і приток Тиси, давно мешкало слов'янське плем'я хорвати або біло-хорвати. Руський літописець Нестор наводить хорватів поміж слов'янськими племенами, що увійшли в склад київської держави. Так у 993 році, як згадує літописець, князь Київський Володимир Великий пішов війною проти хорватів, щоб їх прилучити до своєї держави. Це прийшло йому тим легше, що по відібранні від ляхів Червенських міст у 981 році, земля хорватів стояла перед ним незахищеною. На тій основі повстала між вченими здогадка, що лемки походять від старослов'янського племені хорватів, що колись замешкували недоступну область нинішньої Лемковини. На основі того, що вже є історично просліджене і певне, для усунення баламутних гіпотез, муситься піднести як достовірне:
1. нинішні Лемки замешкують найбільше недоступну частину тої області, яка в X сторіччі була знана під назвою Хорватії або Білої Хорватії, та за причиною гірської недоступності задержалася їх мовна та побутова віддаленість;
2. предки нинішні лемків належали до тих слов'янських племен, у котрих під впливом державної організації за княжої доби у X—XI сторіччях (Києва, Галича, Володимира) прийнялися й збереглася руська культура й назва: Русь, Руський, Руснак, Русин, до яких признаються нинішні Лемки;
3. предки теперішніх лемків були протягом своєї історії духовно й етнічно більше частиною великого руського народу. Потомки первісних лемків зберегли таку життєву силу, що змогли ще асимілювати деяку кількість німецьких, румунських і козацьких поселенців, що знайшли собі захист в недоступних лемківських горах.

### Від давніх часів до 20-го століття
На думку деяких дослідників, давніми предками лемків було слов'янське плем'я білі хорвати, що заселяло район Карпатських гір у 7—10 століттях. У середньовічні часи територія Лемківщини входила до складу Київської Русі та Галицько-Волинської держави. Згодом землі Південної Лемківщини були захоплені Угорщиною, а з 1340-х рр. північна Лемківщина була включена Казимиром III до складу Польщі, де перебувала до 1772 р. Східна частина північної Лемківщини творила Сяніцьку землю у складі Руського воєводства, західна належала до Краківського воєводства.
У 14—16 ст. територія Лемківщини була в абсолютній більшості заселена українцями. До кінця 16 ст. сформувався сучасний лемківський говір (діалект української мови; див. також русинська мова) і закріпився в тих межах, які проіснували до 1946 р. У церковному відношенні північна Лемківщина належала до Перемиської єпархії, а більшість населення були греко-католиками. Віддалене розміщення краю, відсутність українських міст і національної інтелігенції зумовили слабкий національно-культурний зв'язок між Лемківщиною та іншими українськими етнічними землями (перш за все Галичиною та Наддніпрянською Україною), утруднювало поширення українських національно-політичних течій.

### Лемківщина у 20-му столітті
Український національний рух почав розвиватися з кінця 19 — поч. 20 ст. Основними його осередками стали міста Новий Санч і Сянік.
На поч. 20 ст. провідною течією у суспільно-політичному житті Лемківщині було москвофільство, ідеї якого поширювали переважно місцеві православні священики (Максим Сандович, Ігнатій Гудима, Яков Медвецький, Дімітрій Хиляк, Даміян Вендзілович та ін.).
У Горлиці функціонувала організація «Руська бурса» для підтримки лемківських студентів у місцевих навчальних закладах.
Під час Першої Світової війни значна кількість москвофільської частини населення Лемківщини відступила з російським військами в 1915 році, з решти австро-угорським урядом виокремлені колабораціоністи і поміщені в Талергофі.

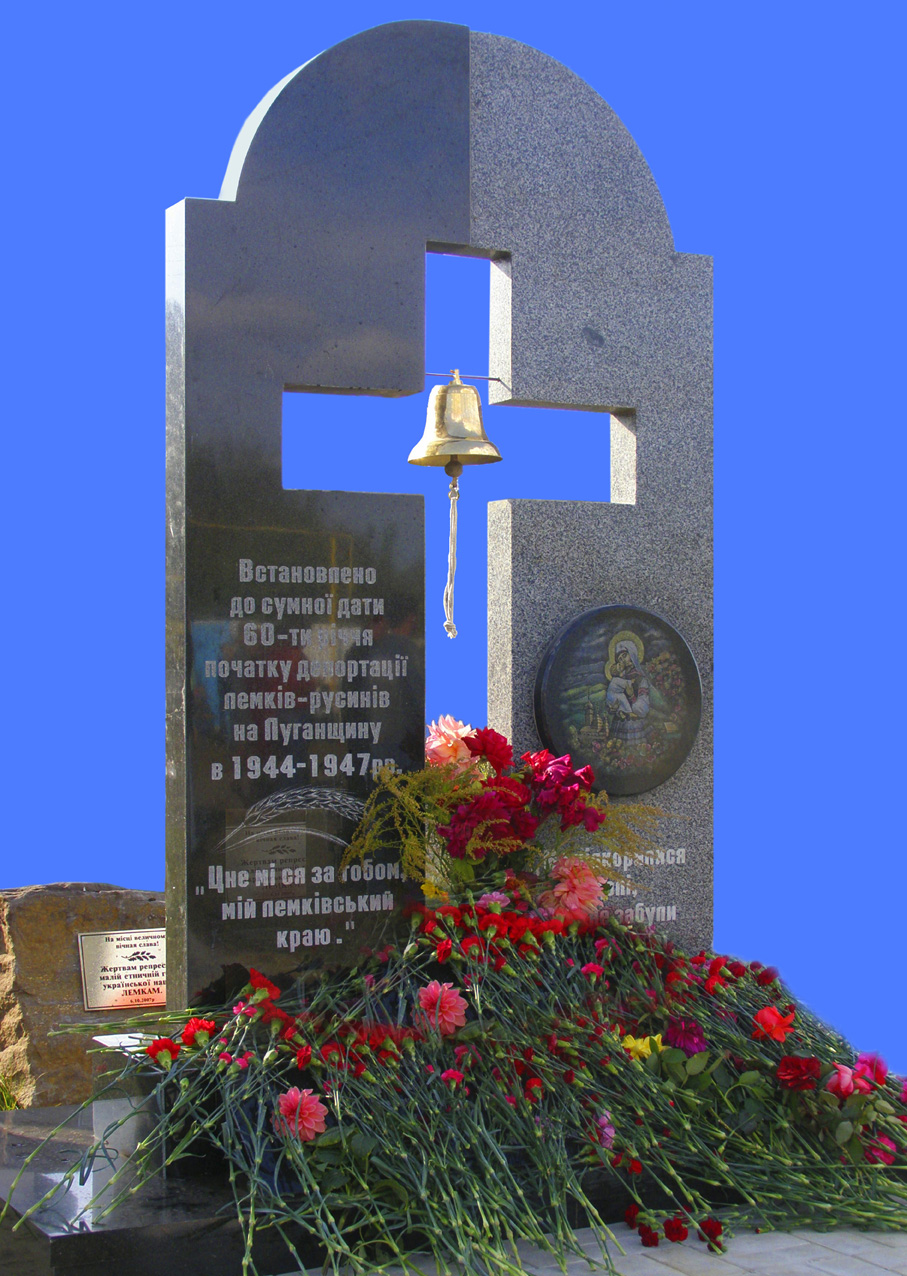
Пам'ятник переселеним лемкам у с. Переможному Луганської області

Серед провідних діячів українського національного руху на Лемківщині були В. Хиляк, П. Ліницький, В. Яворський, В. Кубійович, М. Дороцький, О. і В. Константиновичі, О. Гудзьо, В. Бучацький, Й. Лукасевич та ін.
Після розвалу Австро-Угорщини у східній частині Лемківщині було проголошено Східно-лемківську республіку, яка у 1918—1919 творила Сяніцький комісаріат Західно-Української Народної Республіки з центром у с. Команчі "Команчанська республіка" (гол. П. Шпилька Священик з села Віслок Великий). У середині лютого 1919 р. вона була ліквідована польськими військами.
Одночасно у західній частині Лемківщини 5 грудня 1918 р. конгресом з 500 делегатів, що представляли 130 сіл регіону, було проголошено Лемковсько-Руську (чи Лемко-Русинську) Республіку («столиця» — село Флоринка), яка мала виразно проросійську орієнтацію. Конгрес призначив Виконавчий комітет Лемківщини («Начальный совѣтъ Лемковщини») під головуванням Михайла Юрчакевича. 20 березня 1920 р. у Флоринці було скликано «Верховну раду Лемківської Русі» («Верховний совѣтъ Лемковской Руси») з 26 осіб та Виконавчий комітет (Исполнительный комитетъ) з п'яти осіб під керівництвом Ярослава Качмарчика, що став виконувати функції лемківського уряду. На початку 1921 р. керівники республіки Ярослав Качмарчик, Дімітрій Хиляк і Ніколай Громосяк були заарештовані та піддані судові за нібито «антипольську агітацію», проте їх пізніше було виправдано як таких, що виконували «волю народу».
Так само, як і Східно-Лемківська, Лемківсько-Руська республіка була анексована Польщею.
Після падіння ЗУНР варшавський уряд, намагаючись послабити розвиток національного руху, підтримував москвофільську течію і прагнув перетворити лемків у окрему регіональну групу з польською національною свідомістю. В 1927 році мав місце релігійний розкол і перехід значної частини лемків з унії до православ'я. З метою подальшого послаблення українського руху на Лемківщині у 1934 р. край було відділено від Перемиської єпархії і створено окрему Лемківську Апостольську Адміністратуру з москвофільською ієрархією.
У 1920—1930-х рр. польський уряд, проводячи на Лемківщині політику полонізації, намагався ліквідувати українське шкільництво, забороняв українські періодичні видання, закрив майже всі читальні «Просвіти», ув'язнював або виселяв національно свідомих українців. На противагу польській політиці в краю, у Львові була створена «лемківська комісія», яка займалася веденням культурно-освітньої роботи серед населення Лемківщини.
З 1934 і до 1939 р. національно свідому частину лемків польський уряд утримував у концентраційному таборі Береза-Картузька, тюрмах Святий Хрест, Вронкі та Равич.
У 1934—1939 рр. у Львові видавалися газети «Наш Лемко» (ред. П. Смериканич, пізніше Ю. Тарнович) та «Бібліотека Лемківщини», що розповсюджувалися як у Галичині, так і на Лемківщині. З метою допомоги лемківсько-українському рухові у США 1936 р. була створена Організація Оборони Лемківщини (з 1958 видавала «Лемківські Вісті» та «Лемківські Календарі»).
У роки Другої світової війни 1939—1945 рр. український культурно-освітній рух на Лемківщині набув деякого пожвавлення. Було засновано ряд українських середніх шкіл, учительська семінарія, Українське Освітнє Товариство тощо. Після зайняття Лемківщини радянськими військами в 1945 р. почали примусовий призов до Червоної армії. Одночасно польські бойовики Армії Крайової вбили ряд лідерів українського національного руху, а у деяких районах знищили цілі села. Внаслідок укладення радянсько-польського договору (від 16.8.1945) територія північної Лемківщини була остаточно передана Польщі.
На підставі укладених договорів у 1945—1946 рр. взаємний обмін населення у прикордонних районах, у тому числі на Лемківщині. Переселення українців з їхніх етнічних земель, зокрема Лемківщини, повинен був за підписаними угодами проводитися на добровільних засадах, однак у більшості випадків він відбувався під адміністративним тиском органів влади — примусово та із застосуванням сили. Апофеозом етноциду стала так звана акція «Вісла» у 1947 р. Якщо у 1939 р. на території Лемківщини проживало 160 тис. українців, то внаслідок переселенських акцій 1945 і 1947 років Лемківщина залишилася без корінних жителів.

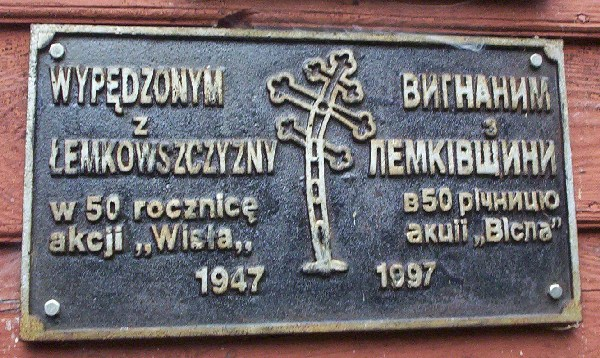
Пам'ятна дошка

Масовим депортаціям українського населення з Лемківщини протидіяла Українська Повстанська Армія, яка здійснювала активні бойові операції у цьому районі в 1944—1947 рр. 
Оприлюднені поіменні списки виселених в СРСР налічують 143 601 особу з 33522 лемківських родин, які були зафіксовані в архівних книгах. Проте тисячі людей у зв’язку з масовим переміщенням повоєнного часу не були записані в ці книги. Це ті, хто повернувся з війни або примусових робіт, з Сибіру або концтаборів, з рядів Червоної армії чи Війська польського тощо.
Під час операції «Вісла» тисячі жителів Лемківщини були розселені по всій території Польщі, переважно у північних та західних районах держави. Намагаючись прискорити асиміляцію переселенців, органи влади, зазвичай, депортували в одну місцевість не більше 3—4 українських сімей. Про «забутих» лемків з крайніх західних сіл Біла Вода, Чорна Вода, Шляхтова і Явірки над Дунайцем згадали і виселили на початку 1950 року. Лише в кінці 1950-х років частині корінного населення Лемківщини було дозволено повернутися на Лемківщину. Поступово налагоджувалось і українське культурно-освітнє життя у краю. При Головному правлінні Українському Суспільно-Культурному Товаристві (створене 1956 р.) у Польщі діяла секція лемківської культури, з 1957 р. видавалося «Лемківське Слово» як додаток до тижневика «Наше Слово». З 1983 р. на Лемківщині проводиться фольклорно-етнографічний фестиваль «Лемківська Ватра». У краї створено Об'єднання лемків (1990) та Асоціація лемків (1989), діє Лемківська секція при Об'єднанні українців Польщі. З 1982 року проводиться «Лемківська Ватра» — найбільший щорічний лемківський етнографічний фестиваль, який об'єднує лемківське середовище з цілого світу.

## Примітка
1. ↑  Юлія Боєчко. Книги пам’яті Лемківщини 1944 – 1946. / Наше слово. — Лемківска сторінка, №6, 2017-02-04.
2. ↑  Архівована копія (PDF). Архів оригіналу (PDF) за 27 листопада 2020. Процитовано 10 квітня 2021.{{cite web}}:  Обслуговування CS1: Сторінки з текстом «archived copy» як значення параметру title (посилання)